# Aporobopyrus calypso
Aporobopyrus calypso är en kräftdjursart som först beskrevs av M. Bourdon 1976.  Aporobopyrus calypso ingår i släktet Aporobopyrus och familjen Bopyridae. Inga underarter finns listade i Catalogue of Life.